# Martin Gilbert
Martin Gilbert (ur. 25 października 1936 w Londynie, zm. 3 lutego 2015 tamże) – brytyjski historyk.

## Życiorys
Syn Petera i Miriam Gilbert. W 1960 ukończył historię na Magdalen College na Uniwersytecie Oksfordzkim.
W 1962 rozpoczął współpracę z Randolphem Churchillem. Po jego śmierci w 1968 zajął się dokończeniem biografii jego ojca Winstona Churchilla. W badaniach podejmował także tematy Holocaustu, Żydów w Europie Wschodniej oraz Bliskiego Wschodu. 

## Wybrane publikacje
- Churchill (wyd. pol. 1996)
- Atlas historii Żydów (wyd. pol. 1998)
- Druga wojna światowa (wyd. pol. 2000, 2011)
- Holocaust Ludzie, dokumenty, pamięć (wyd. pol. 2002)
- Pierwsza wojna światowa (wyd. pol. 2004)
- Listy do cioci Fori. 5000 lat dziejów narodu żydowskiego (wyd. pol. 2006)
- Noc kryształowa (wyd. pol. 2010)